# Вештице (филм из 1990)
Вештице (енгл. The Witches) је британско-амерички фантастично-хумористички филм из 1990. године чији је режисер Николас Роуг. Продуцент филма је Џим Хенсон, а улоге тумаче Анџелика Хјустон, Мај Сетерлинг, Роуан Аткинсон и Џејсен Фишер. Филм је базиран на истоименом дечјем роману Роалда Дала. Као и у оригиналном роману, прича садржи зле вештице које се маскирају као обичне жене и убијају децу, а дечак и његова баба морају да пронађу начин да их униште.
Издавачка кућа филма је Jim Henson Productions за Lorimar Film Entertainment, а диструбутер је Warner Bros. Pictures. Последњи је биоскопски филм који је продуцирао Lorimar, пре него што је предузеће угашено 1993. године. Филм је добро прихваћен од критичара.